# クラン (オンラインゲーム)
クランとは、主にFPS系オンラインゲーム（『Quake』、『バトルフィールドシリーズ』、『カウンターストライク』、『WarRock』、『SPECIAL FORCE』、『サドンアタック』等）においてある一定の目的を持つ者の集団の事を指す。
最初は『Quake』においての集団を指す言葉だったものが、他のゲームにも使われるようになった。
主にチームプレイ（軍隊の分隊または小隊のような集団と思えば良い）を望む者や、友人を作る為、同じ目的・思想を持つ者同士で集まるなどが主な加入目的である。
ただし多くのFPSオンラインゲームではMMORPGの様なクランシステムを持っていない為、名前の前に特有のクラン名を入れる場合が多い（クランによってはクラン名を入れることが義務となっている所もある）。
FPSにおけるClanという呼称を定着させたのは、1996年に発売された『Quake』の開発元であるid softwareが、id official clanという名称で、オフィシャル クランを募集したのが始まりである、日本最初のClanは、Quake Clan Tri-6である（当時のClanの条件はメンバーは5人以上、英語のWEBサイトがあること、100x100ピクセルのバナーがあることだった）。
元の語源は氏族を表す「Clan」からである。
なお、多くのMMORPGで使用されているギルド（作品によってはフェローシップやチーム）と同義である。MMORPGにおける同様の文化はギルドの項目を、リネージュにおけるクランシステムについては当該項目を参照されたい。

## メリット・デメリット

### メリット
- チームの一員としてゲームプレイを楽しんだり、クランだけで戦闘を行わずに遊べる。
- 攻略やバグ等の検証が出来る。
- 他のクランと対戦が出来る。
- クランで仲を深めることも可能

### デメリット
- クラン員が悪行を犯した場合所属クランの評判が悪化する要因ともなる（酷い場合は批判対象ともなる）
- クラン戦等においてルール・マナー違反及び悪行を犯した場合、クラン同士で対立する事がある。
- クラン員以外とのコミュニケーションが疎かになる事がある。